# Cesare Tarditi
Cesare Benigno Tarditi (Torino, 16 aprile 1842 – Roma, 22 febbraio 1913) è stato un militare e politico italiano.

## Biografia
Ammesso in accademia nel 1859 prende parte alla terza guerra d'indipendenza nel 1866 e alla presa di Roma nel 1870. Inviato presso il governo italiano dell'Eritrea, dove è giudice sia civile che militare dal 1891 al 1895, è stato in seguito comandante della divisione militare territoriale di Napoli, encomiato per il soccorso prestato alla popolazione durante e dopo l'eruzione del Vesuvio del 1906, e commissario regio in Calabria (per il Circondario di Palmi) dopo il terremoto calabro-siculo del 1908.